# Мастоглоєве море
Мастоглоєве море є одним з доісторичних етапів Балтійського моря після останнього льодовикового періоду. Існувало близько 8000 років тому між етапами Анцилового озера і Літоринового моря.

## Огляд
На прикінець своєї історії рівень Анцилового озера зазнав падіння після утворення нової протоки Великий Бельт. Анцилове озеро досягає рівня моря близько 8500 років тому, що є початком Мастоглоєвого моря (Björck 1995, Donner 1995).
Цього разу глобальний рівень моря підвищувався швидше, ніж танули останні залишки великого льодовика (Fleming et al. 1998). раніше (Флемінг та ін. 1998). В результаті деяка кількість солоної води почала проникати в Балтійський басейн через Данські протоки, змішуючись з величезним прісноводним тілом. В результаті збільшилась солоність води.
Мастоглоєве море названо на честь діатомової водорості Mastogloia, яка була характерна для цього геологічного етапу (Donner 1995, Eronen 1974).
Продовження підвищення рівня моря на етапі Мастоглоєвого моря мала ефект поглиблення проток, що з'єднують море з океаном, тим самим збільшуючи надходження солоної води в Мастоглоєве море. У період між 8000 і 7000 років басейн сьогоденного Балтійського моря стало чітко солонуватим, поетапно від південної частини ближче до океану, і поширюючись в центр моря, і, нарешті, Фінська затока і Ботнічна затока. Становлення слабомінералізованих умов знаменує початок етапу Літоринового моря. Мастоглоєве море, таким чином, є перехідним етапом між прісноводним озером Анцилової стадії та стадії Літоринового моря (Donner 1995, Hyvärinen et al. 1988)

## Суперечливий статус
Багато дослідників не бажають визнавати Мастоглоєве море як окремий етап у розвитку регіону Балтійського моря, включаючи його на користь або в етап Анцилового озера або в етап Літоринового моря (Hyvärinen et al. 1988).
У стратиграфії балтійських відкладень мастоглоєвський етап важко виявити, його відкладення часом помітно ідентичні тим, що й відкладення Анцилового озера (Donner 1995, Eronen 1983). Навіть копалини з діатомовим вмістом в мастоглоєвих осадках — з якими працюють дослідники як ключовий метод розмежування відкладень різних етапів Балтики — є двозначні, у багатьох місцях не відрізняються від анцилових залишків, в кращому випадку домішки діатомової Мастоглої у противному випадку типова Анцилова флора (Eronen 1974).[прояснити] Відкладення Літоринового моря, з іншого боку, свідчать про різку зміну видимих характеристик відкладень діатомових водоростей і його зміст (Donner 1995, Eronen 1974), таким чином, можна сперечатися про включення Мастоглоєвого моря в етап Анцилового озера. Інші воліють включати його в стадію Літоринового моря як перехідний етап після створення морського зв'язку (Hyvärinen et al. 1988).
Попри ці заперечення, однак, поняття Мастоглоєве море зберігається в літературі, що стосуються розвитку регіону Балтійського моря. Було відзначено, що окремі Мастоглоєві стадії корисні для збереження сенсу в системі, обмежуючи період з незначним впливом океанічної води після падіння Анцілового озера до рівня моря, що передує тим глибоким змінам, на початку етапу Літоринового моря (Eronen 1983).